# Duhové jezero
Duhové jezero je bývalý písník o rozloze vodní plochy 3,84 ha, v současnosti rekreační areál nalézající se na severním okraji obce Moravany v okrese Pardubice. Mimo vlastního Duhového jezera se v bezprostřední blízkosti areálu nalézají další čtyři větší rybníky a čtyři malé násadové rybníčky. Samotné Duhové jezero je v současnosti využíváno jako sportovně rekreační lokalita, ostatní rybníky jsou využívány pro chov ryb.

## Galerie

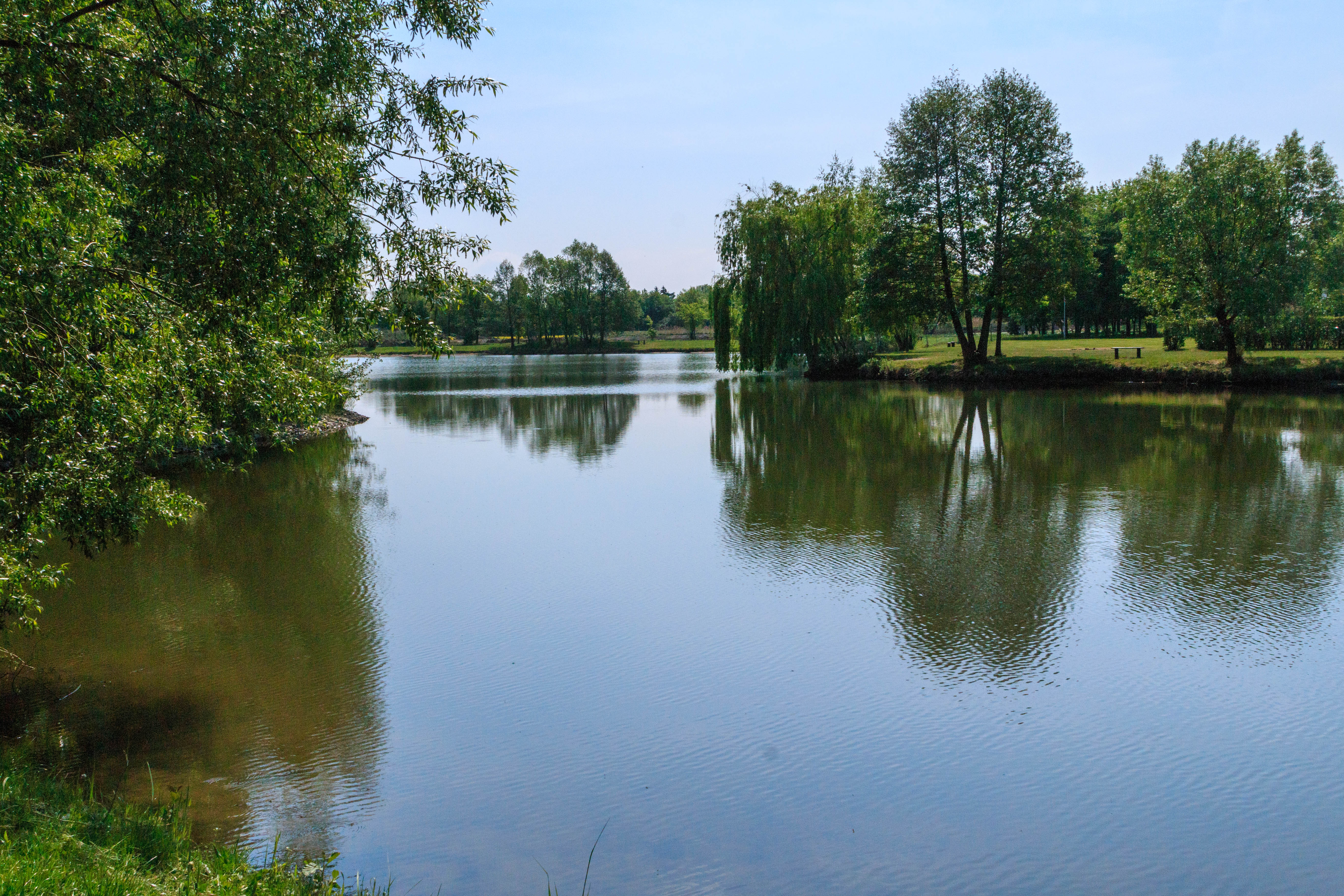
pohled na Duhové jezero u Moravan
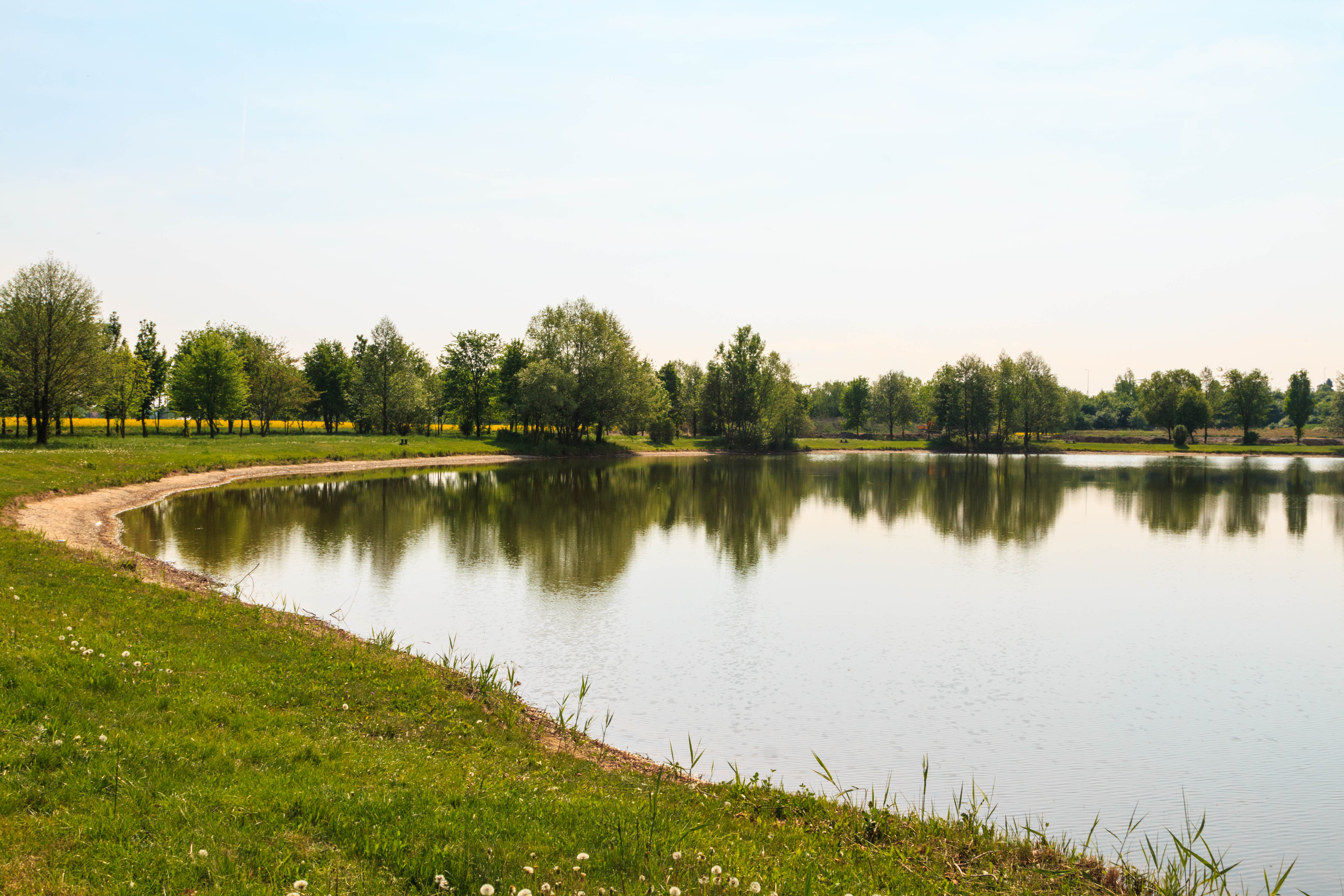
pohled na Duhové jezero u Moravan
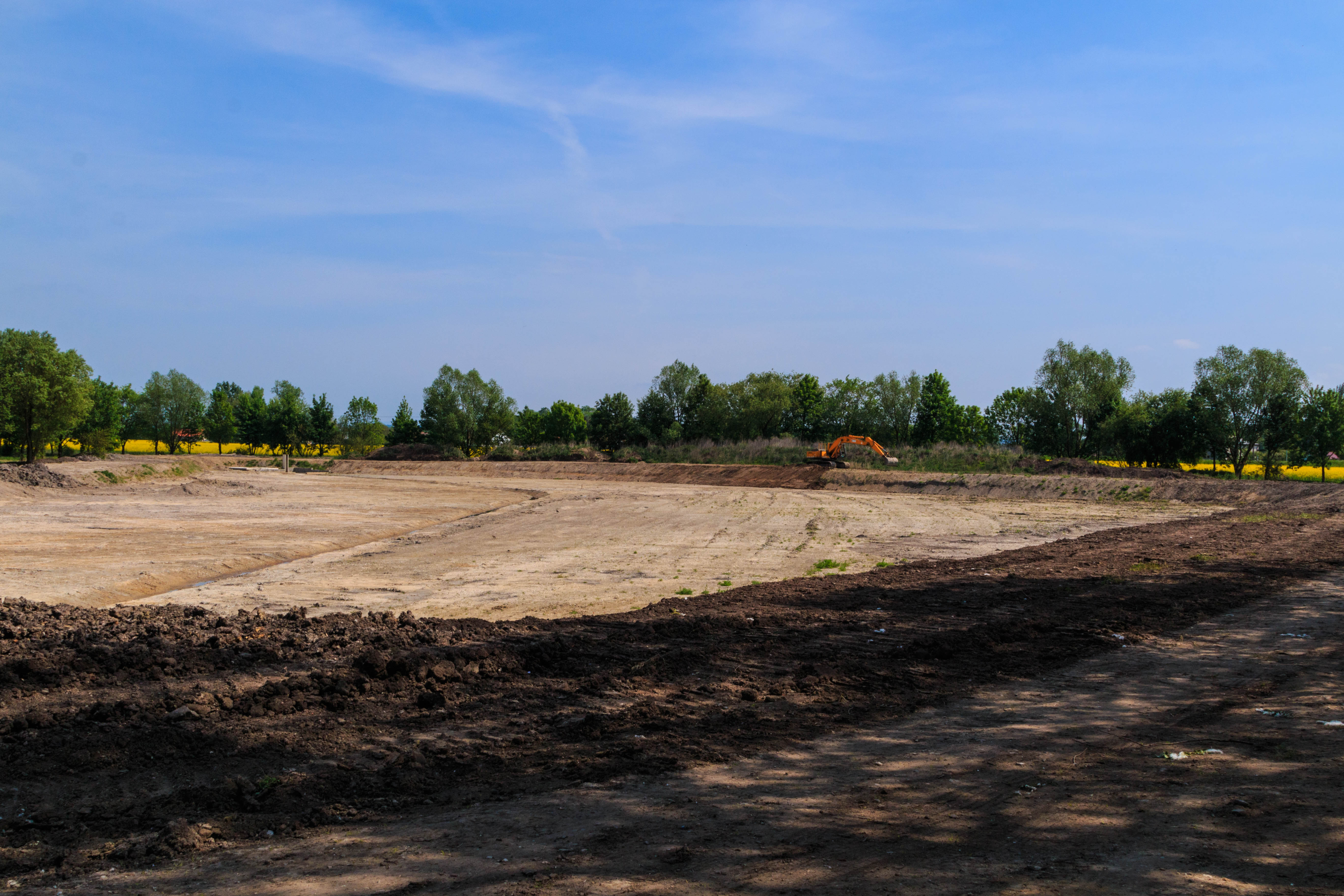
pohled na revitalizovaný rybník u Duhového jezera u Moravan
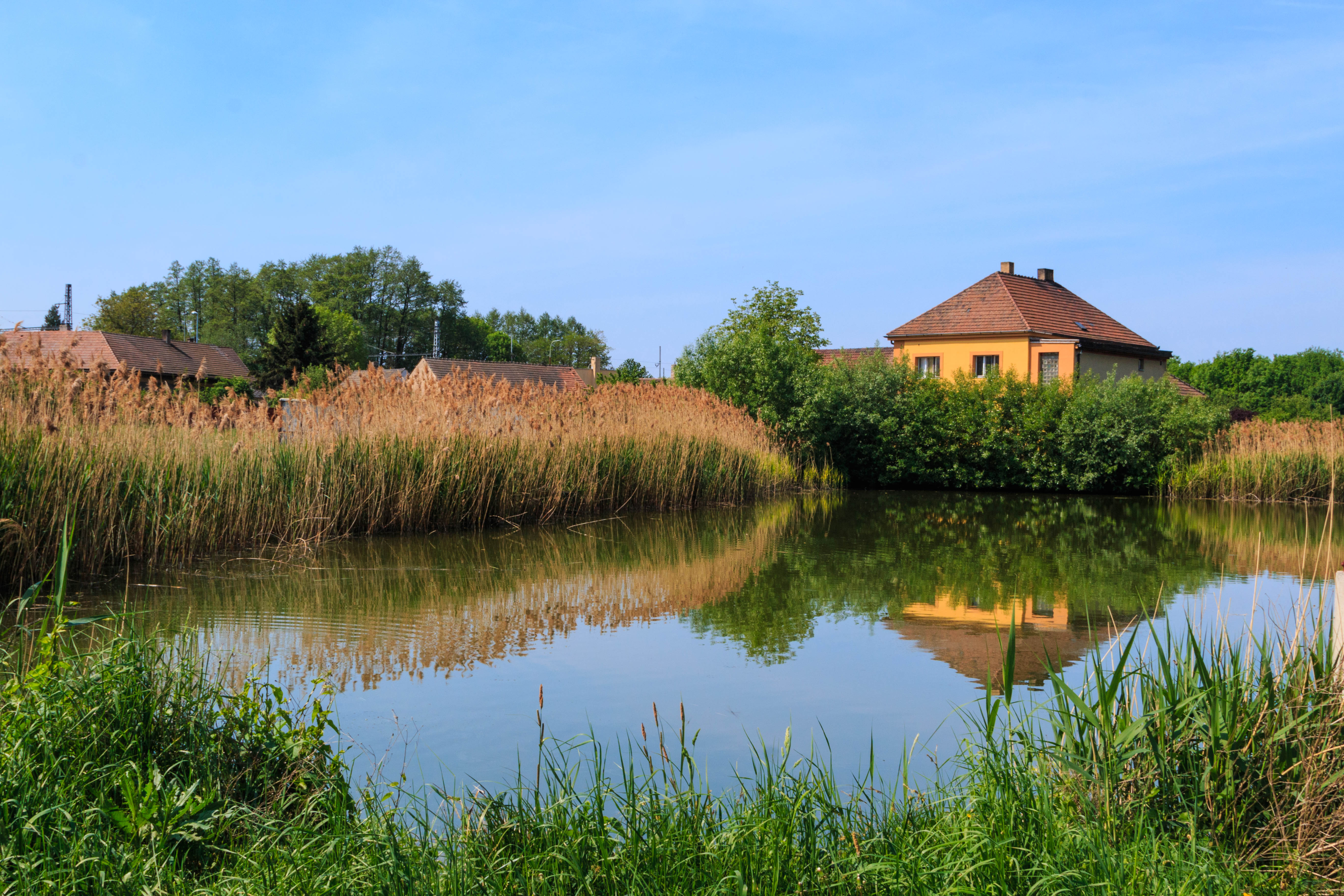
pohled na násadový rybníček u Duhového jezera u Moravan